# Grenzeloos Koken
Grenzeloos Koken is een kookprogramma van de Nederlandse zender 24Kitchen. Het programma richt zich op de buitenlandse keuken.
Elke aflevering van het programma staat een bepaald land of streek centraal. Grenzeloos Koken wordt al vanaf het begin van de zender in 2011 dagelijks meerdere malen uitgezonden.

## Presentatoren

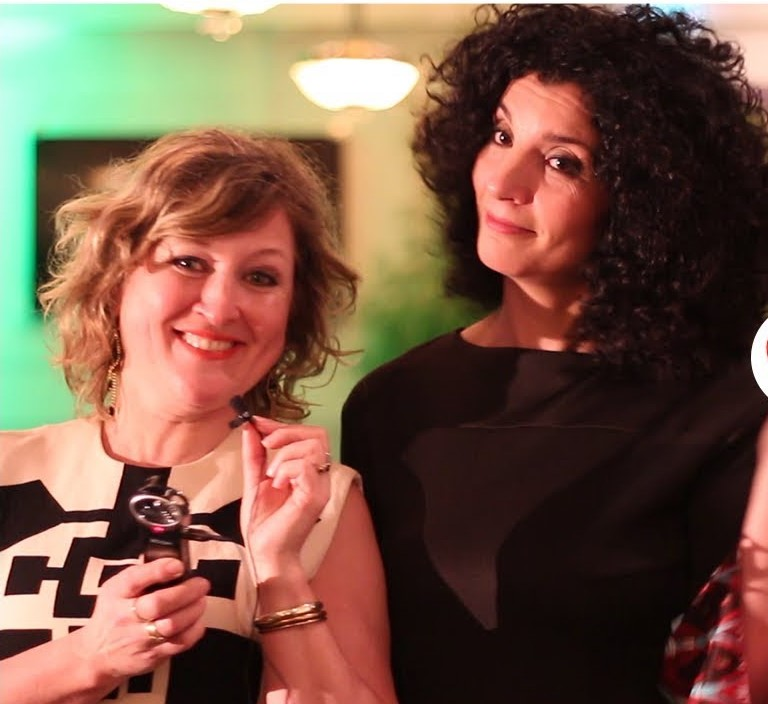
Nadia Zerouali en Merijn Tol

| Streek             | Presentator               |
| ------------------ | ------------------------- |
| Latijns-Amerika    | Andrea van Lieshout       |
| Azië               | Danny Jansen              |
| Italië             | Giovanni Caminita         |
| Arabië/Mediterrane | Nadia Zerouali Merijn Tol |